# Ercole (Händel)
Ercole (Hercules HWV 60) è un Dramma musicale, oggi classificato come oratorio in tre atti di Georg Friedrich Händel, composto nel luglio e agosto 1744. Il libretto in inglese era del reverendo Thomas Broughton, basato su Le Trachinie di Sofocle e sul nono libro de Le Metamorfosi di Ovidio.

## Storia delle esecuzioni
Ercole fu dato la prima volta al King's Theatre a Londra il 5 gennaio 1745 sotto forma di concerto. Erano previste solo due esecuzioni nella produzione originale Il ruolo di Lica era in origine una piccola parte per tenore, ma fu riscritto più lungo, con sei arie, per Susanna Cibber, che tuttavia, era troppo malata la prima sera per cantare e la musica fu omessa o ridistribuita in quella volta. Cantò nella seconda rappresentazione il 12 gennaio, ma la musica per il coro Wanton God e l'aria Cease, ruler of the day non è mai stata eseguita in quest'opera: la seconda fu adattata per il coro finale di Teodora. Il lavoro fu un fallimento totale e costrinse Händel a sospendere la stagione. Ercole fu eseguita altre tre volte, due nel 1749 e una nel 1752 e in quest'ultima fu completamente soppresso il ruolo di Lica e anche gran parte del resto della musica fu tagliata.
Ercole era stato originariamente eseguito in teatro, ma come un oratorio, senza azione scenica. Si sostiene che questo abbia contribuito al suo abbandono in seguito, in quanto non aveva fatto la sua transizione verso la chiesa né la sala da concerto. La sua rinascita pertanto avvenne attraverso una rivalutazione nel contesto di una rappresentazione teatrale, quando fu acclamato dai Romain Rolland, Henry Prunières, Paul Henry Lang e dagli altri come uno dei capolavori supremi del suo periodo. La prima esecuzione moderna è stata a Münster nel 1925. Hercules viene talvolta messo in scena come opera completa, ad esempio in una produzione di Peter Sellars alla Chicago Lyric Opera nel 2011.

## Ruoli
| Ruolo                         | Voce         | Cast della prima 5 gennaio 1745         |
| ----------------------------- | ------------ | --------------------------------------- |
| Ercole                        | basso        | Henry Reinhold                          |
| Deianira, moglie di Ercole    | mezzosoprano | Anastasia Robinson                      |
| Iole, figlia del Re di Ecalia | soprano      | Élisabeth Duparc, detta "La Francesina" |
| Illo, figlio di Ercole        | tenore       | John Beard                              |
| Lica, l'araldo di Ercole      | contralto    | Susannah Maria Cibber                   |

## Trama

### Atto I
La corte piange il dolore inconsolabile di Deianira, che è convinta che il marito, Ercole, sia rimasto ucciso durante una spedizione militare che lo ha tenuto lontano da lei. Una volta consultati, gli oracoli indicano che l'eroe è morto e le cime del monte Eta sono incendiate e brillano per le fiamme. La profezia conferma i timori di Deianira; tuttavia, il loro figlio, Illo, si rifiuta di rinunciare alla speranza. Mentre quest'ultimo si prepara a partire alla ricerca del padre, Lica arriva e annuncia che Ercole è tornato in vita dopo aver conquistato Ecalia. Tra i prigionieri vi è la principessa Iole di leggendaria bellezza. La sua situazione lascia Illo profondamente commosso. Pur avendo devastato il suo paese e sacrificato il padre, Ercole rassicura Iole che, anche se in esilio, si può considerare libera.

### Atto II
Iole è colta da un desiderio struggente per una semplice, umile forma di felicità lontano dalle macchinazioni del potere. Nel frattempo, Deianira, convinta che Ercole le sia stato infedele, considera la bellezza di Iole come una prova del suo tradimento, anche se i suoi sospetti sono decisamente confutati dalla sua presunta rivale. Anche Lica osserva la progressione incontenibile della gelosia di Deianira. Illo, da parte sua, dopo aver dichiarato il suo amore per la principessa prigioniera, soffre l'agonia del suo rifiuto. Mentre Ercole è chiamato a celebrare i riti della sua vittoria, Deianira dà a Lica un indumento per il marito come un segno di riconciliazione. È il mantello, intriso di sangue, affidatole da Nesso mentre stava morendo sconfitto da Ercole, apparentemente dotato del potere di condurre un cuore di nuovo alla fedeltà. Nel frattempo, Deianira mette grande impegno per convincere Iole di essere dispiaciuta per le sue accuse.

### Atto III
Lica racconta come Ercole riceve il dono di Deianira al Tempio e come il mantello sia impregnato di un veleno mortale. Mentre suo figlio sta guardando, l'eroe, imbattuto fino ad oggi, muore fra terribili sofferenze maledicendo la vendetta di Deianira. Le ultime volontà espresse dal padre al figlio, di venire trasportato fino alla cima del monte Eta e adagiato su una pira funeraria, gettano una luce tardiva sul significato dell'oracolo del primo atto. Deianira viene informata della gloriosa accoglienza riservata ad Ercole sull'Olimpo. Scoprendo che è stata lei lo strumento della sua morte, Deianira sprofonda nella follia. Tale sventura suscita la pietà di Iole. Giove ordina il matrimonio tra Illo e Iole, un decreto che viene ricevuto con gioia da Illo e con obbedienza da Iole.

## Registrazioni
- 1968 – Louis Quilico (Hercules), Maureen Forrester (Dejanira), Teresa Stich-Randall (Iole), Alexander Young (Hyllus), Norma Lerer (Lichas), Baruch Grabowski (Priest), Gerhard Eder (Trachinian), Martin Isepp (clavicembalo), Brian Priestman (direttore), con la Vienna Radio Orchestra, LP, RCA SER 5569-71
- 1982 – John Tomlinson e Sarah Walker, John Eliot Gardiner (Direttore), Archiv Produktion 2742 004, pesantemente tagliato
- 2002 – Anne Sofie von Otter e Gidon Saks, Marc Minkowski (direttore), Archiv Produktion 469 532-2
- 2005 – William Shimell, Joyce DiDonato, William Christie (Direttore) e Les Arts Florissants, Una rappresentazione completa su DVD realizzata da Bel Air Classique
- 2008 – Peter Kooy e Liselotte Kuhn, Joachim Carlos Martini, Naxos label Naxos 8.557960-62